# Jeppe på berget (film, 1995)
Jeppe på berget är en svensk TV-film från 1995 i regi av Bernt Callenbo. Filmen bygger på pjäsen Jeppe på berget av Ludvig Holberg (1722) och i rollen som Jeppe ses Peter Haber.

## Handling
Den försupne bonden Jeppe utsätts för ett spratt. En dag vaknar han upp ur sitt rus och upptäcker att han är slottsherre med obegränsad tillgång till lyx och makt.

## Rollista
- Peter Haber – Jeppe
- Gunilla Röör – Nille
- Johan Rabaeus – Jacob
- Lars Lind	– baronen
- Görel Crona – Lise
- Lars Green – sekreteraren
- Toni Wilkens – Erik
- Olof Thunberg – kammartjänaren
- Anders Ahlbom – förvaltaren
- Annika Brunsten – förvaltarens hustru
- Torsten Wahlund – Magnus
- Catherine Westling – Jytte
- Maria Oldeen – Jeppes barn
- Jens Asplund – Jeppes barn
- Matilda Callenbo – Jeppes barn
- Hannes Eriksson – Jeppes barn
- Nisse Winqvist – baronens tjänstefolk
- Vasil Tinterov – baronens tjänstefolk
- Birgitta Zerne – baronens tjänstefolk
- Caroline Freyling – baronens tjänstefolk
- Bill Karlsson	– baronens tjänstefolk

## Om filmen
Filmen producerades av Jan-Ove Jonsson för Sveriges Television. Den fotades av Peter Fischer, Lennart Söderberg, Stig-Arne Halvarsson och Per-Olof Runa och klipptes av Sigurd Hallman. Den premiärvisades den 25 december 1995 i Kanal 1.